# Jürgen Trittin
Jürgen Trittin (25 de julio de 1954, Bremen) es un político alemán del partido de Los Verdes. Fue ministro federal para el Medio Ambiente, Conservación de la Naturaleza y Seguridad Nuclear en el gabinete del socialdemócrata de Gerhard Schröder, desde 1998 hasta 2005. Trittin es soltero y padre de una hija.

## Biografía
Nacido en Bremen, obtuvo la licenciatura universitaria en Economía Social en Gotinga y trabajó como periodista. Su carrera política se inició en 1982 como edil y portavoz del grupo Alternativa-Verdes-Iniciativa en el consistorio de la Ciudad de Gotinga (hasta 1984). De 1984 a 1985, trabajó como portavoz para la prensa del grupo de Los Verdes en el Landtag (parlamento regional) del estado de Baja Sajonia, al que en 1985 fue elegido diputado. De 1990 a 1994, Jürgen Trittin fue ministro de Baja Sajonia para Asuntos Federales y de la Unión Europea, en un gabinete de coalición con el Partido Socialdemócrata de Alemania (SPD), dirigido por el entonces presidente de Baja Sajonia Gerhard Schröder (SPD). La coalición con los Verdes terminó después de las elecciones regionales de 1994, en las que el SPD de Schröder obtuvo una mayoría absoluta. Trittin pasó a trabajar como diputado y viceportavoz del grupo verde del Landtag de Baja Sajonia. En 1994 pasó a ser portavoz-presidente del Partido Verde nacional.
En 1998, Trittin fue elegido diputado del Parlamento Federal (Bundestag). Simultáneamente cesó como portavoz-presidente de Los Verdes, ya que los estatutos del partido no permitían ser al mismo tiempo miembro del Parlamento y miembro de la ejecutiva del partido. En el gabinete federal de la coalición rojiverde entre SPD y Verdes bajo Gerhard Schröder, Trittin fue designado ministro federal para el Medio Ambiente, Conservación de la Naturaleza y Seguridad Nuclear, un cargo que desempeñó desde octubre de 1998 hasta 2005. En esta posición él fue el principal responsable de la decisión de abandonar el uso de la energía nuclear en Alemania.
En agosto de 2005 respondió a la pregunta de cuál era el mejor modo de reaccionar a la crisis del petróleo de ese año diciendo: "dejar el coche en casa de vez en cuando". Los medios, en especial la publicación Bild, le criticaron duramente por este comentario. Cuando sucedió el Huracán Katrina, en agosto/septiembre de 2005, Trittin escribió un artículo de opinión en el periódico Frankfurter Rundschau, asociando el rechazo de Estados Unidos a firmar el Protocolo de Kioto con el huracán y la devastación que provocó.
Después de las elecciones de 2005 y la formación de la gran coalición entre socialdemócratas (SPD) y conservadores (CDU-CSU), Los Verdes, y con ellos Trittin, quedaron fuera del gobierno federal. Actualmente, desempeña el cargo de viceportavoz del grupo de Los Verdes en el Parlamento Federal. En marzo de 2008, junto con Renate Künast, fue designado como candidato principal del partido en las elecciones federales de 2009, y nuevamente en las elecciones de 2013. Sin embargo, los malos resultados obtenidos por su partido en las elecciones de 2013 le llevaron a presentar la dimisión de todos sus cargos, al igual que otros líderes de Die Grünen.